# Paya (Sukajaya)
Paya is een bestuurslaag in het regentschap Sabang van de provincie Atjeh, Indonesië. Paya telt 472 inwoners (volkstelling 2010).